# Pronephrium moniliforme
Pronephrium moniliforme là một loài thực vật có mạch trong họ Thelypteridaceae. Loài này được (Tagawa & K. Iwats.) Holttum miêu tả khoa học đầu tiên năm 1972.